# لهاک‌خان باوند

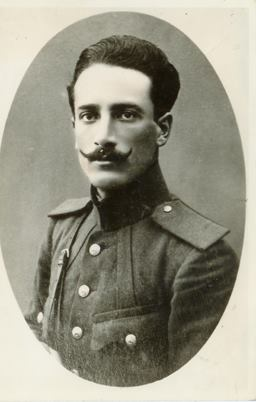
تصویری از لهاک‌خان باوند

لهاک‌خان باوند (لاهاک خان یا سالار جنگ) فرزند امیرلطف‌الله خان شعاع‌الملک مازندرانی (حاکم بارفروش) و برادرزاده امیر مؤیّد سوادکوهی، رئیس خاندان باوند، بود. لهاک خان در قیام علیه سپهسالار تنکابنی به دستور عمویش امیر مؤید و تحت فرماندهی پسر عمویش سهم‌الممالک شرکت کرده و به دلیل نقش اصلی ایشان در پیروزی قیام، از طرف کمیته مرکزی قیام ملقب به سالار جنگ می‌شود. وی خدمت در نظام را بهترین راه مبارزه با بی‌عدالتی دانسته و وارد نظام می‌شود. در سال ۱۳۰۴ به لشکر شرق منتقل گردیده و تحت فرماندهی سرلشکر خزائی خدمت می‌کند. وی به دلیل قرابت خاندان باوند با پادشاهان افغانستان و نیز به دلیل شجاعت بالایی که داشت از طرف دولت وقت مأمور به بردن پیشکش برای امان اله خان پادشاه افغانستان به منظور بهبود روابط می‌شود. در همان زمان که در مأموریت است پسرعموهایش سهم‌الممالک و هژبرالسلطان در جنگل‌های گرگان ترور می‌شوند، پدرش زندانی و سپس تبعید می‌شود و عمویش امیر موید با حیله به تهران کشانده می‌شود.
پس از بازگشت از مأموریت افغانستان فرمانده لشکر شرق عوض می‌شود و جان محمد خان جایگزین خزائی می‌شود. جان محمد خان که به چپاول مردم مشغول می‌شود در یک شب‌نشینی به کلنل محمد تقی خان پسیان نسبت ناروا می‌دهد که مورد عتاب لهاک‌خان قرار می‌گیرد، به همین دلیل از طرف جان محمد خان به فرماندهی پادگان‌های مراوه‌تپه که منطقه‌ای بد آب و هوا بود، و «بجنورد»منصوب می‌گردد. وی مدت پانزده ماه در این منطقه انجام وظیفه می‌کرد؛ ولی نه تنها ارتقای مقام نیافت بلکه حقوق پرسنل تحت فرماندهیش را نیز نپرداختند. از این رو روز دوم تیرماه ۱۳۰۵ افسران و درجه‌داران پادگان را با خود همراه کرده و شورش پادگان مراوه‌تپه را علیه فرماندهان لشکر آغاز می‌کند. این قیام بسیار زود منجر به سقوط شهرهای بجنورد و قوچان شد. لهاک خان در صدد برآمد خود را به مشهد برساند تا مستقیماً دلیل قیام را به مرکز مخابره کند؛ ولی گزارش‌های غلطی که به رضا شاه داده شد، سبب گردید شاه شخصاً فرماندهی لشکرهای اعزامی را بر عهده گرفته و برای اولین بار در این نبرد از هواپیمای جنگی استفاده کند. به این ترتیب قیام لهاک‌خان شکست خورد.
لهاک‌خان تصمیم می‌گیرد خود را به افغانستان برساند، ولی رضا شاه مرز افغانستان را به روی او می‌بندد، نماینده‌ای از طرف اتحاد جماهیر شوروی با لهاک‌خان مذاکره می‌کند که لهاک‌خان وارد شوروی شده و از آنجا به افغانستان برود؛ لهاک خان که راه دیگری ندارد مجبور می‌شود قبول کند و با بیش از یک هزار نفر از نفراتش وارد خاک شوروی می‌شود ولی روس‌ها بدعهدی می‌کنند و همه را مجبور به خلع سلاح می‌کنند و همه افراد در شوروی ماندگار می‌شوند. لهاک خان در آکادمی نظامی فرونزه ارتش سرخ در رشته توپخانه تحصیل کرده و به درجه سرگردی می‌رسد. وی به دلیل عدم تغییر تابعیت و نیز به دلیل عدم پیوستن به حزب کمونیست از ارتش سرخ اخراج شده و بلافاصله تحت بازداشت درمی‌آید. وی بیش از بیست سال در زندان‌های گولاخ به سر برده و زنده می‌ماند و سالیان دراز در آنجا به سر می‌برد. وقتی خروشچف عفو عمومی می‌دهد، لهاک خان هم از زندان و تبعید رهایی می‌یابد و سرانجام در ۱۳۴۰ با پیگیری‌های سفیر کبیر ایران آقای آدمیت اجازه بازگشت به ایران می‌یابد و در نصب و راه‌اندازی کارخانه ذوب آهن اصفهان نیز حضور می‌یابد تا بالاخره در اصفهان به طرز مشکوکی جان می‌سپارد.

## گزارش جاسوس روسیه
ژرژ آقابکوف جاسوس نامدار روسیه در ایران در کتاب خاطراتش درباره لهاک خان می گوید:
پس از شورش لاهاک خان، انگلیسی‌ها در همه جا شایع کرده بودند که این شورش به هیچ‌جا وابستگی ندارد ولی دیگران از تهران گزارش می‌کردند که این یک قیام ملی و برنامه‌های لاهاک خان رنگ و بوی بولشویک دارد. این جاسوس اضافه می‌کند که کاروتسکی نماینده «گ،پ،یو» در بین ترکمن ها خودسرانه پنجاه نیروی مسلح روس با نفوذ به داخل ایران کار آموزش نیروهای شورشی را بر عهده داشتند. کاروتسکی اعتقاد داشت اگر شوروی از این شورش حمایت می‌کرد این شورش شکست نمی‌خورد. 